# 山岳龙属
山嶽龍（屬名：Adratiklit）是一屬劍龍亞目恐龍，生存於侏儸紀中期的岡瓦納大陸。模式種兼唯一種布拉法山嶽龍（Adratiklit boulahfa）的化石發現於摩洛哥非斯-梅克內斯大區布勒曼以南的布拉法（Boulahfa）附近的埃爾默斯群（El Mers Group）的埃爾默斯組（El Mers II Formation），地質年代為巴通階。
扁腳類恐龍（尤其是劍龍類）繁盛於侏儸紀晚期的勞亞大陸（北半球），但卻在岡瓦納大陸（南半球）較為罕見。然而在岡瓦那出土的許多零碎遺骸和腳印證據表明那裡亦曾經存在過扁腳類。山嶽龍是北非第一個被描述的扁腳類，同時也是全世界已知最古老的劍龍類（除了可能的伊莎貝瑞龍）。

## 發現及命名
布拉法山嶽龍是由蘇珊娜·梅德曼特、湯瑪斯·瑞雯（Thomas J. Raven）和保羅·巴雷特（Paul M. Barrett）以線上文章形式發表於2019年8月16日的古生物學期刊岡瓦納研究（Gondwana Research）。正模標本（編號NHMUK PV R37366）是一個背椎；其他歸入的標本包含三個頸椎（NHMUK PV R37367和NHMUK R37368，後者由兩個關節連接的系列骨頭組成）、一個背椎（NHMUK PV R37365）和一個左肱骨（NHMUK PV R37007）；這些標本是由英國自然史博物館從化石商人那裡購得的；來自多個個體，可能有5個。只有第二個背椎與正模標本有相同特徵，其他材料則基於具有劍龍類特徵而被歸入。一個2018年的定位試圖找到化石採集地，但並未發現任何相關化石，卻也導向了更深入的地質研究。
山嶽龍的屬名是由柏柏爾語的adrar（意為「山」），以及tiklit（意為「蜥蜴」）所組成；種名則取自據傳的化石發現地附近的布拉法（Boulahfa）地區。

## 敘述
雖然山嶽龍的正模標本僅有一節脊椎，但可能的其他標本提供了肢體和更多脊椎的資訊。肱骨標本測量長61公分。
敘述者建立了兩項自衍徵：背椎的前關節突（prezygapophysis）頂部有一個小的三角形粗糙突起，位於椎體前關節面後；背椎的中副突椎板（centroparapophysal laminae）位於背椎神經管兩側的前突褶皺上，椎體間的稜嵴和副突（parapophyses，與下方肋骨頭的接觸面）止於褶皺區，褶皺在神經管前開口兩側向前突出。這些特徵相對於劍龍類來說是獨特的，並可用來鑑定本屬。
山嶽龍的體型仍未知。

## 分類
山嶽龍是基礎的劍龍亞目，親緣關係與歐洲的銳龍和米拉加亞龍較接近，而離非洲的釘狀龍和似花君龍較遠，因此將其歸入銳龍亞科（Dacentrurinae），牠們在過去被認為侷限於侏羅紀晚期的歐洲。

## 延伸閱讀
劍龍類研究歷史